# Іглтаун (Оклахома)
Іглтаун (англ. Eagletown) — переписна місцевість (CDP) в США, в окрузі Маккертен штату Оклахома. Населення — 404 особи (2020).

## Географія
Іглтаун розташований за координатами 34°2′31″ пн. ш. 94°34′13″ зх. д. / 34.04194° пн. ш. 94.57028° зх. д. (34.041866, -94.570239).  За даними Бюро перепису населення США в 2010 році переписна місцевість мала площу 12,28 км², з яких 12,26 км² — суходіл та 0,02 км² — водойми.

## Демографія
Згідно з переписом 2010 року, у переписній місцевості мешкало 528 осіб у 225 домогосподарствах у складі 132 родин. Густота населення становила 43 особи/км².  Було 267 помешкань (22/км²).
Расовий склад населення:
| - 79,9 % — білих - 10,6 % — корінних американців - 6,1 % — чорних або афроамериканців |

До двох чи більше рас належало 2,7 %. Частка іспаномовних становила 2,1 % від усіх жителів.
За віковим діапазоном населення розподілялося таким чином: 25,8 % — особи молодші 18 років, 58,5 % — особи у віці 18—64 років, 15,7 % — особи у віці 65 років та старші. Медіана віку мешканця становила 40,4 року. На 100 осіб жіночої статі у переписній місцевості припадало 96,3 чоловіків;  на 100 жінок у віці від 18 років та старших — 92,2 чоловіків також старших 18 років.
Середній дохід на одне домашнє господарство  становив 36 194 долари США (медіана — 26 250), а середній дохід на одну сім'ю — 47 635 доларів (медіана — 34 875). За межею бідності перебувало 29,6 % осіб, у тому числі 25,5 % дітей у віці до 18 років та 21,6 % осіб у віці 65 років та старших.
Цивільне працевлаштоване населення становило 183 особи. Основні галузі зайнятості: освіта, охорона здоров'я та соціальна допомога — 24,0 %, виробництво — 22,4 %, будівництво — 14,2 %, роздрібна торгівля — 9,3 %.